# المدينة الجامعية في كراكاس
```
المدينة الجامعية في كاراكاس
 
(
بالإسبانية
: 
Ciudad Universitaria de Caracas
)
، والمعروفة أيضًا بالاختصار 
CUC
، هي الحرم الجامعي الرئيسي 
لجامعة فنزويلا المركزية
 (UCV)، وتقع في وسط 
كاراكاس
، عاصمة فنزويلا. تم تصميمها من قبل المهندس المعماري 
الفنزويلي
 
كارلوس راؤول فيلانويفا
، وتم إدراجها 
كموقع للتراث العالمي من
 قبل 
اليونسكو
 في عام 2000. تعتبر المدينة الجامعية في كاراكاس تحفة للهندسة المعمارية والتخطيط الحضري.
[
3
]
```

أشرف فيلانويفا على التصميم منذ نهاية الحرب العالمية الثانية، وأشرف على بناء الحرم الجامعي لمدة 20 عامًا. ولا يزال الحرم الجامعي الوحيد الذي صممه مهندس معماري واحد في القرن العشرين، والذي يُسجل على قائمة التراث الثقافي من قبل اليونسكو.
يضم الحرم الجامعي مجموعة متنوعة من البيئات المختلفة؛ فالنصف الشمالي هو حديقة نباتية، مع مرافق رياضية واسعة النطاق. هناك العديد من المجالات في الحرم الجامعي التي تختلف حسب الكلية، بما في ذلك العلوم والهندسة المعمارية والعلوم الإنسانية والطب. يوجد في وسط الحرم الجامعي مجمع تييرا دي نادي (مساحة خضراء عامة، لا تتبع لأي كلية من كليات الجامعة المحيطة بها)، ومجمع بلازا كوبييرتا للمباني المشتركة، والمتحف المتعلق بميزات الفن الحديث الدائم.
على الرغم من أن عناصر الحرم الجامعي تواجه تدهورًا طبيعيًا ومتعمدًا، إلا أنها تظل علامة بارزة في فنزويلا، وتحافظ على تفوقها في التصميم والتخطيط. وقد أدرجت في قوائم عامي 2010 و 2014 للصندوق العالمي للآثار لجهود الحماية الخاصة.

## روابط خارجية
- الإدراج على موقع اليونسكو
- موقع جامعة فنزويلا المركزية مخصص لحياة وأعمال فيلانويفا (بالإسبانية)